# Cal State LA Studios

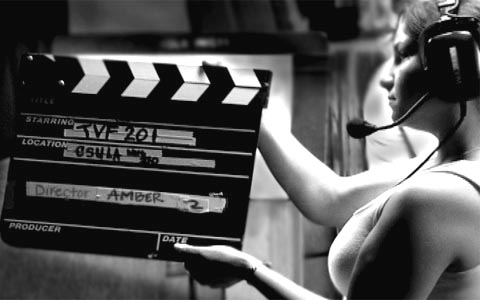

Cal State LA Studios es el área de producción del Departamento de Estudios de Televisión, Cine y Medios de la Universidad Estatal de California, Los Ángeles, el único campus de CSU en la cuenca de Los Ángeles. Se ofrecen títulos de Licenciatura en Artes en Telecomunicaciones y Cine, Periodismo de Difusión y Animación. Los programas de Maestría en Artes incluyen Guion y Estudios Críticos, así como una Maestría en Bellas Artes de tres opciones (MFA) en escritura dramática, producción/dirección y actuación en artes televisivas, cinematográficas y teatrales. Las instalaciones y el equipo de producción incluyen: estudios de televisión digital de 3 cámaras, estudio de noticias dedicado, estaciones de trabajo de posproducción no lineal, laboratorios de posproducción y suites de edición individuales, kits de cámara cinematográfica de 16 mm, kits de cámara DV y HDV, kits de iluminación de campo y misc. equipo de agarre. En 2014, el departamento abrió un nuevo edificio, el Centro de Estudios de Televisión, Cine y Medios con un nuevo escenario de sonido e instalaciones de postproducción de audio.